# Patinatge artístic als Jocs Olímpics d'hivern de 1980
Als Jocs Olímpics d'Hivern de 1980 celebrats a la ciutat de Lake Placid (Estats Units) es disputaren quatre proves de patinatge artístic sobre gel, una en categoria masculina, una altra en categoria femenina i dues en categoria mixta per parelles.
Les proves es disputaren entre els dies 16 i 23 de febrer de 1980 a l'Olympic Center. Hi participaren un total de 84 patinadors, entre ells 40 homes i 44 dones, de 20 comitès nacionals diferents.

## Resum de medalles

### Categoria masculina
| Prova              | Or            | Argent       | Bronze          |
| Individual Detalls | Robin Cousins | Jan Hoffmann | Charles Tickner |

### Categoria femenina
| Prova              | Or            | Argent          | Bronze      |
| Individual Detalls | Anett Pötzsch | Linda Fratianne | Dagmar Lurz |

### Categoria mixta
| Prova            | Or                                                    | Argent                                             | Bronze                                          |
| Parelles Detalls | Unió Soviètica Irina Rodninà · Alexander Zaitsev      | Unió Soviètica Marina Cherkasova · Sergei Shakhrai | RDA Manuela Mager · Uwe Bewersdorff             |
| Dansa Detalls    | Unió Soviètica Natalia Linichuk · Gennadi Karponossov | Hongria Krisztina Regöczy · Andras Sallay          | Unió Soviètica Irina Moiseeva · Andrei Minenkov |

## Medaller
| Posició | País           | Or | Argent | Bronze | Total |
| 1       | Unió Soviètica | 2  | 1      | 1      | 4     |
| 2       | RDA            | 1  | 1      | 1      | 3     |
| 3       | Regne Unit     | 1  | 0      | 0      | 1     |
| 4       | Estats Units   | 0  | 1      | 1      | 2     |
| 5       | Hongria        | 0  | 1      | 0      | 1     |
| 5       | RFA            | 0  | 0      | 1      | 1     |